# Vaunoise

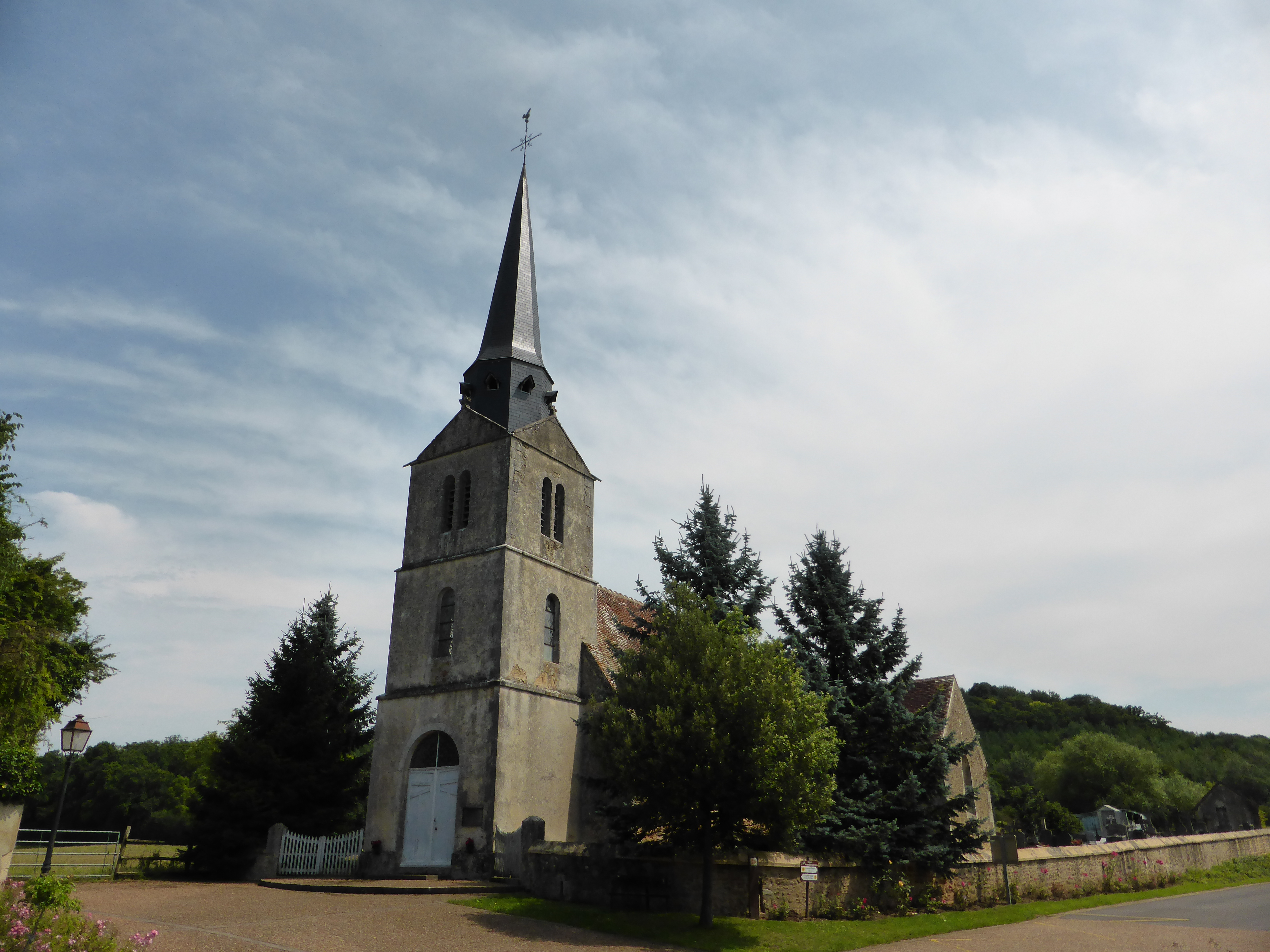
Kerk

Vaunoise is een gemeente in het Franse departement Orne (regio Normandië) en telt 112 inwoners (2009). De plaats maakt deel uit van het arrondissement Mortagne-au-Perche.

## Geografie
De oppervlakte van Vaunoise bedraagt 7,4 km², de bevolkingsdichtheid is dus 15,1 inwoners per km².
De onderstaande kaart toont de ligging van Vaunoise met de belangrijkste infrastructuur en aangrenzende gemeenten.

## Demografie
Onderstaande figuur toont het verloop van het inwonertal (bron: INSEE-tellingen).